# Polacre (navire)
Pour les articles homonymes, voir Polacre.

Exemple de polacre mélangeant voiles carrées et latines.

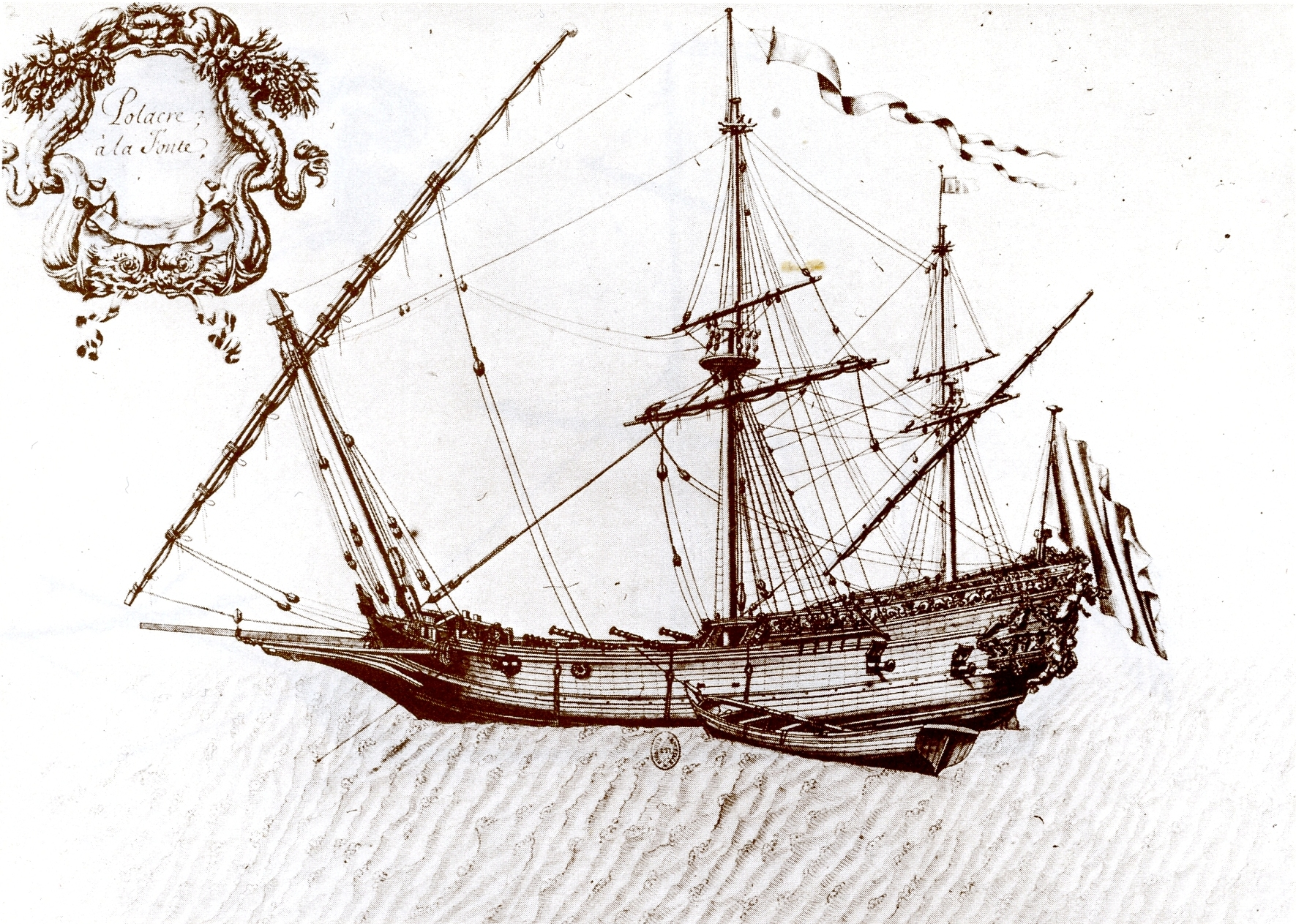
Polacre (Jean Joule, 1679) : voiles latines et carrées.

Une polacre, polaque, ou poulaque (polacre en anglais) est un ancien type de voilier méditerranéen de gréement variable mélangeant voiles carrées et voiles latines.
Généralement à voiles carrées (et mât à pible), certaines sont gréées en chébec, tandis que d'autres portaient des voiles auriques sur des antennes, elles ont très rarement des rames.
Elles sont équivalentes aux pinques, à la différence que sur les pinques les voiles latines prédominent, alors que sur les polacres on observe une forte proportion de voiles carrées.

## Étymologie
Comme le brigantin, le nom du navire provient d'une voile caractéristique de ce navire, la polacre, qui est une grande voile latine unique portée sur le mât avant.

## Galerie d'images
|  |  |
|  |  |